# Papyrus Amherst 63
Der Papyrus Amherst 63 beinhaltet einen aramäischen Text, der in demotischer Schrift verfasst wurde und aus dem vierten Jahrhundert v. Chr. (Spätzeit) stammt.  
Der in Ägypten gefundene Papyrus Amherst 63 wurde gegen Ende des 19. Jahrhunderts zusammen mit zwanzig anderen Papyri in Theben in einem Tonkrug gefunden. Im Jahr 1896 erwarb William Tyssen-Amherst diese Handschriften. Das Manuskript wurde ein Teil der Amherst Papyri und trägt seither diesen Namen. Die Sammlung wurde später von der Morgan Library in New York erworben, jedoch kam das Manuskript erst 1947 an. Einige Fragmente befinden sich in der Papyrussammlung der University of Michigan. 
Wilhelm Spiegelberg fotografierte das Manuskript, diese Fotografien wurden nach seinem Tod an seinen Schüler William F. Edgerton weitervererbt. Anfänglich konnte die Sprache des Manuskripts nicht erkannt werden. Der Text wurde zunächst als „magische Schrift“ betrachtet, die mehr oder weniger sinnlose Worte aneinanderreiht, um damit das Publikum zu beeindrucken. Später vermutete man eine nicht näher bekannte afrikanische Sprache. Erst Raymond Bowman vereinigte Kenntnisse des Aramäischen und des Demotischen und erkannte den Text auf Fotografien als ein aramäisches Dokument, das in demotischer Schrift abgefasst wurde. In den 1980er Jahren wurde das Dokument entziffert, Teile wurden 1983 veröffentlicht und der volle Text wurde schließlich 1997 von Richard C. Steiner veröffentlicht.  
Man vermutet, dass die aramäischen Texte von einem jüdischen Priester an einen demotischen Schreiber diktiert wurden. Der Papyrus enthält mehrere Einzeltexte unterschiedlicher Gattungen und Herkunft. Enthalten sind mehrere religiöse Texte, aber auch nichtreligiöse Texte, die jeweils klar voneinander abgetrennt sind. Unterschiedliche Gottheiten werden erwähnt. Besonders häufig kommt die Gottheit Bethel vor, die in Syrien, Phönizien, aber auch in ägyptischen Texten der Perserzeit erwähnt wird.  
Einige der enthaltenen Texte gehen möglicherweise auf Vorstufen zurück, die am Heiligtum in Bethel tradiert wurden. Für die Bibelwissenschaft interessant ist, dass in Kolumne 12,11–19 offenbar ein mit Psalm 20 verwandter poetischer Text enthalten ist. Ob darin der Gottesname Yaho erwähnt wird, ist aufgrund der Entzifferungsprobleme des Demotischen an den betreffenden Stellen umstritten.